# Jorge Fonseca (judo)
Pour les articles homonymes, voir Jorge Fonseca.
Jorge Fonseca, né le 30 octobre 1992 à Sao Tomé-et-Principe, est un judoka portugais. En 2019, il est devenu champion du monde dans la catégorie des moins de 100 kg, il garde son titre lors de l'édition suivante.

## Palmarès

### Compétitions internationales
| Année | Compétition           | Lieu     | Résultat | Catégorie       |
| ----- | --------------------- | -------- | -------- | --------------- |
| 2019  | Championnats du monde | Tokyo    | 1er      | Moins de 100 kg |
| 2020  | Championnats d'Europe | Prague   | 3e       | Moins de 100 kg |
| 2021  | Championnats d'Europe | Lisbonne | 7e       | Moins de 100 kg |
| 2021  | Championnats du monde | Budapest | 1er      | Moins de 100 kg |
| 2021  | Jeux olympiques       | Tokyo    | 3e       | Moins de 100 kg |

### Tournois Grand Chelem et Grand Prix
| Année | Compétition         | Lieu        | Résultat | Catégorie       |
| ----- | ------------------- | ----------- | -------- | --------------- |
| 2014  | Grand Prix          | Zagreb      | 3e       | Moins de 100 kg |
| 2015  | Grand Prix          | Zagreb      | 3e       | Moins de 100 kg |
| 2015  | Grand Chelem        | Bakou       | 3e       | Moins de 100 kg |
| 2016  | Grand Prix          | Tbilissi    | 3e       | Moins de 100 kg |
| 2017  | Grand Prix          | Zagreb      | 2e       | Moins de 100 kg |
| 2017  | Grand Chelem        | Paris       | 3e       | Moins de 100 kg |
| 2018  | Grand Chelem        | Düsseldorf  | 3e       | Moins de 100 kg |
| 2018  | Grand Prix          | Agadir      | 2e       | Moins de 100 kg |
| 2018  | Grand Prix          | Agadir      | 3e       | Moins de 100 kg |
| 2018  | Grand Chelem        | Osaka       | 3e       | Moins de 100 kg |
| 2019  | Grand Prix          | Zagreb      | 3e       | Moins de 100 kg |
| 2020  | Grand Chelem        | Budapest    | 3e       | Moins de 100 kg |
| 2022  | Grand Prix          | Almada      | 1er      | Moins de 100 kg |
| 2022  | Grand Chelem        | Antalya     | 1er      | Moins de 100 kg |
| 2022  | Grand Chelem        | Oulan-Bator | 2e       | Moins de 100 kg |
| 2022  | Senior European Cup | Coimbra     | 1er      | Moins de 100 kg |
| 2023  | Grand Prix          | Zagreb      | 2e       | Moins de 100 kg |
| 2024  | Grand Prix          | Linz        | 2e       | Moins de 100 kg |
| 2024  | Grand Chelem        | Antalya     | 1er      | Moins de 100 kg |